# Кощеев, Павел Григорьевич
Па́вел Григо́рьевич Коще́ев (6 июля 1913 — 3 сентября 1991) — старший сержант Рабоче-крестьянской Красной Армии, участник Великой Отечественной войны, Герой Советского Союза (1945).

## Биография
Родился 6 июля 1913 года в деревне Татары (ныне — в составе Высокораменского сельского поселения Шабалинского района Кировской области).
Получил начальное образование, после чего работал бригадиром в колхозе.
В 1935—1937 годах проходил службу в Рабоче-крестьянской Красной Армии. В 1939 году повторно призван в армию. Участвовал в боях советско-финской войны. С августа 1941 года — на фронтах Великой Отечественной войны.
К июню 1944 года сержант Павел Кощеев был помощником командира взвода 455-го стрелкового полка 42-й стрелковой дивизии 49-й армии 2-го Белорусского фронта. Отличился во время освобождения Могилёвской области Белорусской ССР.
26 июня 1944 года взвод Кощеева переправился через Днепр в районе деревни Добрейки Шкловского района и захватил плацдарм на его западном берегу. Кощеев неоднократно отличался в последующих боях за удержание плацдарма. В июле 1944 года участвовал в боях за освобождение Брестской крепости. Был тяжело ранен разрывной пулей в ногу.
В ноябре 1944 года в звании старшего сержанта Кощеев был демобилизован по ранению.
Указом Президиума Верховного Совета СССР от 24 марта 1945 года сержант Павел Кощеев был удостоен высокого звания Героя Советского Союза с вручением ордена Ленина и медали «Золотая Звезда». Был также награждён орденами Отечественной войны 1-й степени (06.04.1985) и Славы 3-й степени (20.07.1944), рядом медалей.
Вернувшись на родину, в 1945—1954 годах работал председателем колхоза. В середине 1980-х годов проживал в деревне Содом Шабалинского района.
В феврале 1991 года переехал на Урал, в посёлок Зайково Ирбитского района Свердловской области, проживал в семье дочери. Умер 3 сентября 1991 года, похоронен на кладбище посёлка Зайково.

## Память

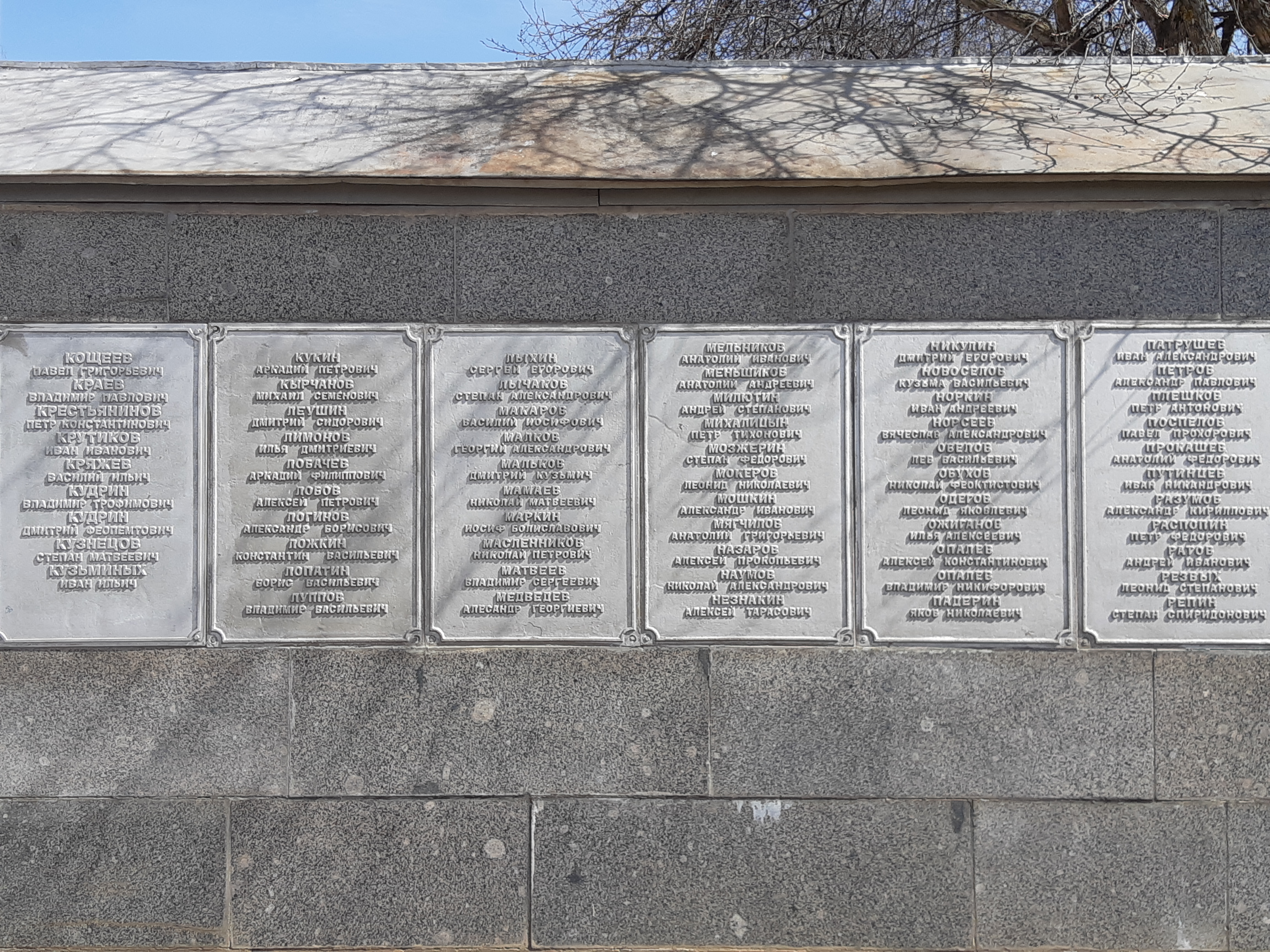
Имя Героя на мемориальной доске в парке Дворца пионеров г. Кирова

- Имя Героя увековечено на мемориальной доске в честь Героев Советского Союза — уроженцев Кировской области в парке Дворца пионеров города Кирова
- Имя Героя высечено золотыми буквами в зале Славы Центрального музея Великой Отечественной войны в Парке Победы города Москвы.
- На могиле героя установлен надгробный памятник.
- В г. Кирове в честь П. Г. Кощеева установлена мемориальная доска.
- В честь Кощеева П. Г. названа одна из улиц пгт Ленинское Шабалинского района Кировской области.